# 涙そうそうプロジェクト
涙そうそうプロジェクト（なだそうそうプロジェクト）とは、TBSテレビ開局50周年の記念企画として、2005年に放送されたスペシャルドラマの題名である。夏川りみの「涙そうそう」にちなむ。
視聴者から「涙が止まらない体験」の手記を募集し、その中の優秀な作品をドラマ化して放送しようと企画された。応募は2004年秋から翌2005年1月にかけて行われ、全国から6855通の作品が寄せられた。その中から2作品が選ばれ2005年8月に第一弾が、同年10月に第二弾が放送された。
また、これに合わせて映画『涙そうそう』の製作も決定。当初は2006年1月の公開を目指して撮影が進められる予定だった。しかし撮影中に監督の福澤克雄が急病により降板、製作は延期された。最終的には土井裕泰を監督に起用して製作を再開、2006年9月30日より全国の東宝系映画館で公開された。

## ドラマ放映作品リスト
- 第一弾「広島 昭和20年8月6日」（2005年8月29日、21:00 - 23:39）
  - 太平洋戦争末期、昭和20年8月6日に原爆が落とされるまでの20日間の広島を舞台にしたある4姉弟の物語。
  - 出演：松たか子、長澤まさみ、加藤あい、国分太一、西田敏行ほか
  - 脚本：遊川和彦
- 第二弾「涙そうそう この愛に生きて」（2005年10月9日、21:00 - 23:24）
  - 出演：黒木瞳、上戸彩ほか
  - 脚本：橋田壽賀子

## 映画
2006年9月30日、全国東宝系映画館で公開
- 監督：土井裕泰
- 出演：妻夫木聡、長澤まさみ、小泉今日子、広田亮平、佐々木麻緒、中村達也ほか